# 犀川大橋
犀川大橋（さいがわおおはし）は、石川県金沢市の犀川中流に架かる道路橋である。同市の千日町と片町一丁目を結んでおり、国の登録有形文化財に登録されている。

## 概要
車道は4車線（片側2車線）あり、橋の両側には歩道が設けられている。国道157号（国道305号重複）に指定されており、金沢市中心部と同市南部を結んでいる。かつては、北陸鉄道金沢市内線との併用橋であったが、市内線の廃止に伴い単独の道路橋となった。
車道上部の梁には金箔で彩られた橋名板が掛けられている。これは現在の犀川大橋が完成した1924年（大正13年）当時の石川県知事であった長谷川久一が記したものである。犀川大橋の完成当時は鋼材が関東大震災の影響もあり入手しにくく、英国産を一部使用している（橋脚鋼材の銘板には原産地であるMiddlesbroughという文字が見受けられる）。

## 構造
- 形式：単径間鋼曲弦ワーレントラス橋[7][9]（有形文化財の登録形式は曲弦トラス単鋼橋）[5]
- 橋長：62.3 m
- 幅員：18.7 m（完成当時の幅員は車道12.5m、歩道1.8mX2）

## 歴史
- 1594年（文禄3年）：加賀藩主前田利家のころに木造の大橋が架かる[10]。藩政期には犀川に架かる唯一の橋として、「いさごの橋」、「中河原の大橋」、「一ノ橋」などと呼ばれていた[11]。延宝年間の金沢絵図によると、長さ40間、幅3間の大橋であったという[12]。
- 1898年（明治31年）：最後の木造橋に架け替え[6]。
- 1919年（大正8年）3月30日：北陸鉄道金沢市内線敷設のため、鉄筋コンクリート橋に工費8万6935円で架け替え[10][13]。当時の全長は58.2m、幅員は14.5m。
- 1922年（大正11年）8月3日：豪雨により犀川が増水、橋が流失[6][14]。
- 1924年（大正13年）：関場茂樹の設計による現在のワーレントラス形式の鉄骨トラス橋が完成[1][2][3][4][5][6][7]。総工費は26万7000円[15]。
- 1957年（昭和32年）：石川県による大修理が行われる。
- 1958年（昭和33年）：犀川大橋の管理が石川県から建設省（現在の国土交通省）に移管される[16]。
- 1967年（昭和42年）2月10日：北陸鉄道金沢市内線が廃止され、軌道撤去。
- 1976年（昭和51年）：老朽橋となり、翌年補修工事が行われる。
- 1991年（平成3年）から1993年（平成5年）にかけて、歩道拡幅工事が行われた。
- 2000年（平成12年）12月4日：国の登録有形文化財に登録（官報での告示は同年12月20日）[5][10]。
- 2008年（平成20年）：塗装の塗替工事（翌年完成）[1]。
- 2020年（令和2年）：新型コロナウイルス感染症に携わる医療従事者への感謝を込めた青色のライトアップを期間限定で実施[4][10][17]。
- 2024年（令和6年）7月7日：架橋100周年を祝し犀川大橋百寿祭が開催される[18]。

## 2008年の塗替工事
2008年度（平成20年度）に行われた塗り替え工事は、サンドブラスト工法により、塗装を一旦剥がしてから塗りなおすものであった。架橋からこれまで5回塗り替えが行われており、2008年度の工事では水と緑をイメージした青緑色のグラデーションが採用された。これ以外の塗り替えは以下のとおり。
- ねずみ色（架橋時の塗色[10]、1957年施工）[16]→カーキ色（1966年）[10][16]
- カーキ色→白系クリーム色（1975年）[10][16]
- 白系クリーム色→黄緑色（1984年）[10][16]
- 黄緑色→青系グラデーション（1993年）[10]

## その他
- 松尾芭蕉の「あかあかと　日は難面（つれなく）も　秋の風」の句は、橋上で詠まれたという説がある[11]。

## ギャラリー

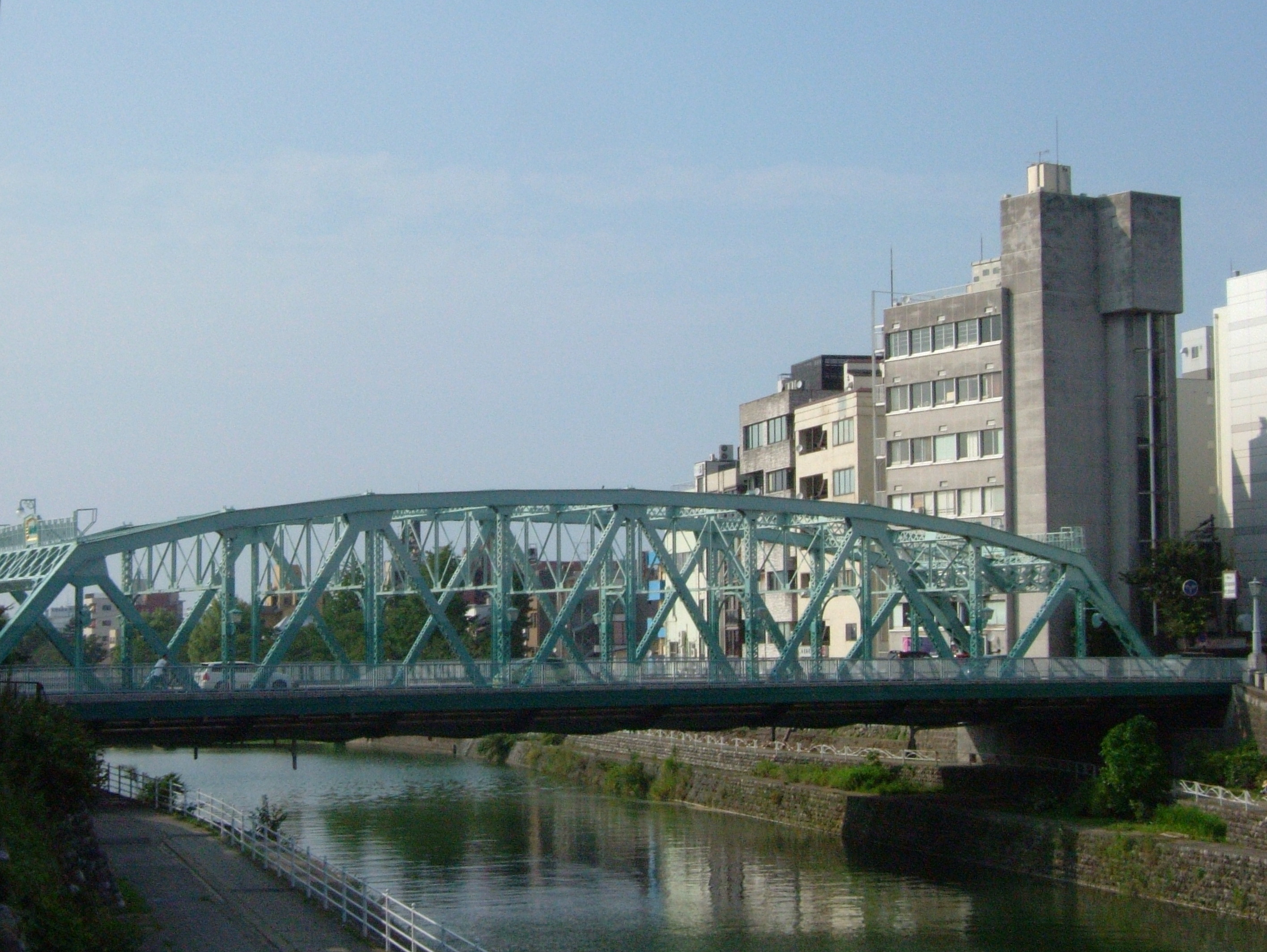
犀川大橋側面（上流部より撮影）
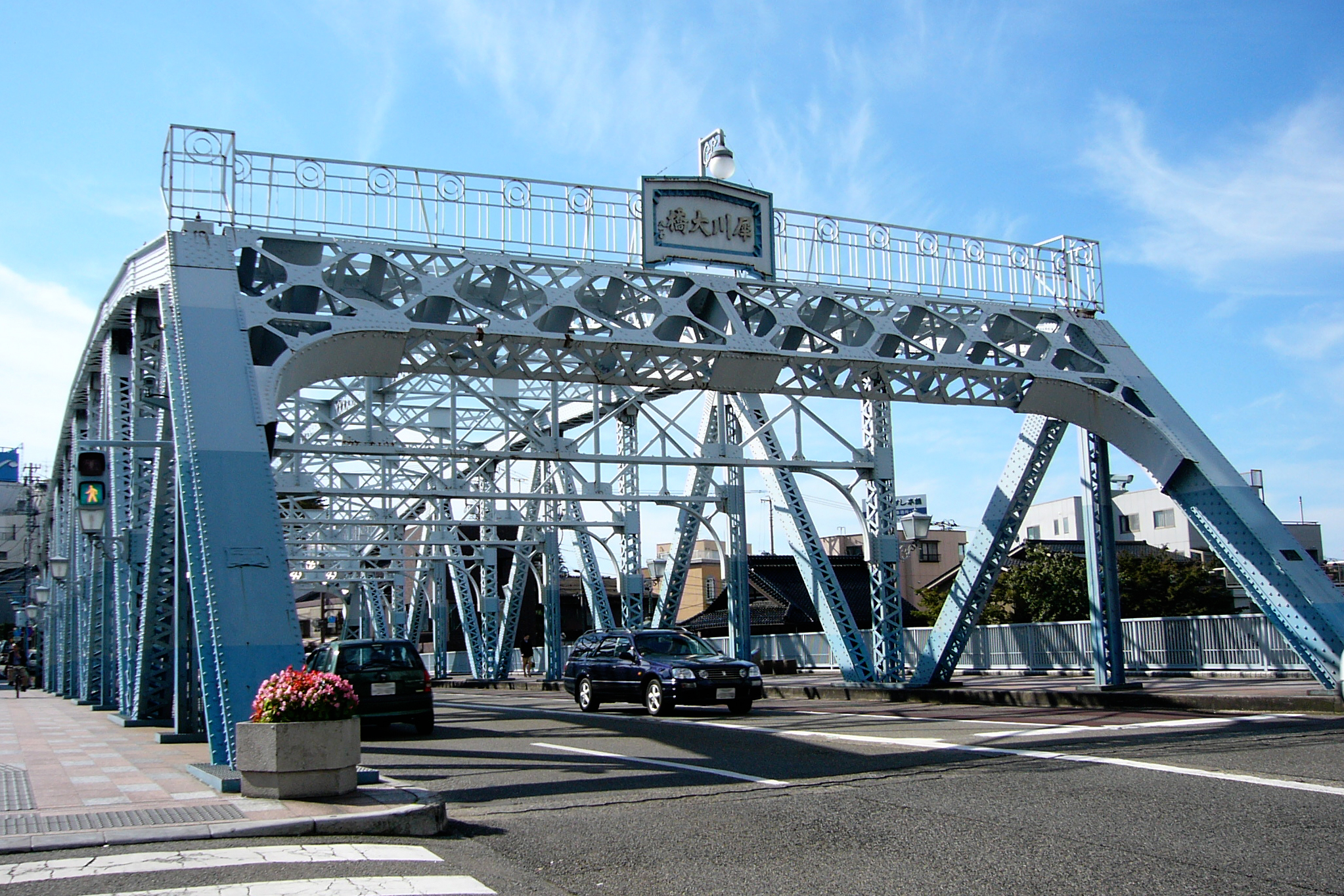
犀川大橋北詰（片町方面から撮影）
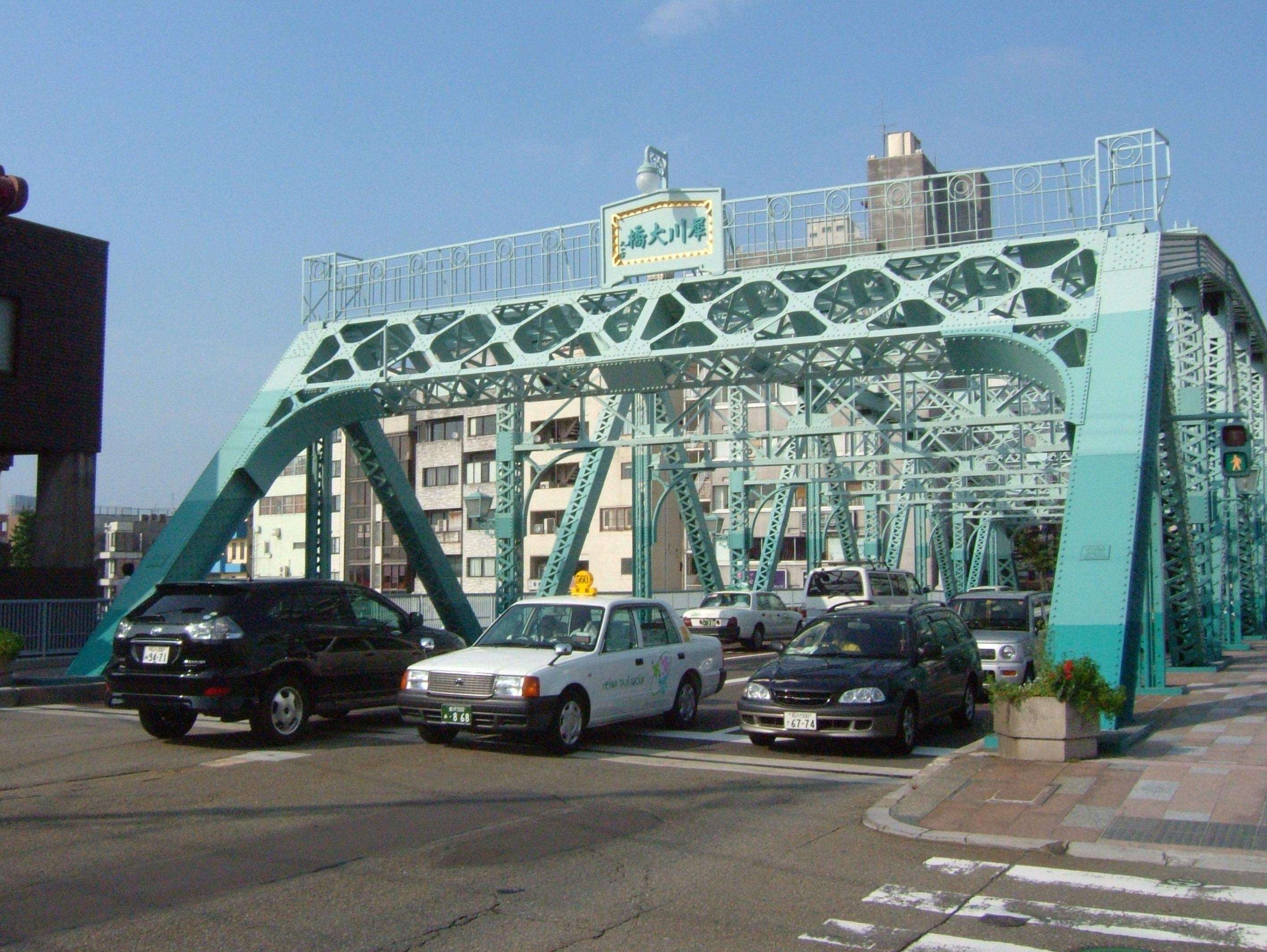
犀川大橋南詰（野町広小路交差点方面から撮影）